# Stop the Church
Stop the Church és el nom que rep la manifestació pacífica organitzada per membres d'ACT UP, sigles de l'AIDS Coalition to Unleash Power, el 10 de desembre de 1989, que consistí en la interrupció de la misa oficiada pel cardenal John O’Connor a la St.Patrick’s Cathedral de Nova York. Cent onze manifestants van ser detinguts, quaranta tres dels quals eren dins la catedral. L’objectiu principal de la manifestació era protestar contra les prèdiques d’oposició d’O’Connor als programes d’educació sexual al sistema educatiu públic i la distribució de preservatius per frenar la propagació de la sida. Durant la planificació, s’hi va unir l’organització Women’s Health Action and Mobilization (WHAM!), que repudiava la posició catòlica pel que fa als drets d’avortament.
La manifestació va ser blasmada pels mitjans de comunicació i celebritats nacionals com George H.W. Bush, aleshores president dels EUA, i despertà força controvèrsia dins la comunitat LGBTQ+. Va ser titular als noticiaris nord americans i nombrosos països europeus, se’n destacava la profanació de l'eucaristia. La manifestació va suposar grans esforços per a ACT UP.

## Context
ACT UP estava en contra del posicionament públic de l'Església Catòlica respecte l’ús de preservatius i l'educació sexual per controlar la difusió de la sida, i sostenia que declaracions com les d’O’Connor “Una bona moral és una bona medicina” eren perjudicials. La manifestació fou organitzada com a reacció a una reunió de l’alt clergat on es reforçaren les doctrines contràries a l’ús de preservatiu i la postura anti-avortament, d’aquí que s’hi unís WHAM!. Als anys vuitanta el cardenal O’Connor exercicia gran poder sobre l’Església Catòlica i la societat nord americana. ACT UP li atorgà el sobrenom de “Cardinal O’Condom” (Cardenal O’Condó en català).

## Manifestació
Stop the Church fou duta a terme el 10 de desembre de 1989 a la St.Patrick’s Cathedral a Nova York. Va ser ideada pels membres d’ACT UP Vincent Gagliostro i Victor Mendolia. El cardenal John O’Connor celebrava una missa a la que assitien l’aleshores alcalde de Nova York, Ed Koch, i altres figures polítiques de pes. Koch i la resta de dignataris hi assitien en senyal de suport a O’Connor.
Els manifestants havien avisat amb anticipació que pretenien dur a terme la manifestació. Fent-se passar per acomodadors de la catedral, van repartir pamflets on s’explicava per què havien interromput la missa. La multitud fora la catedral va arribar a les 4500 persones. Els manifestants que es disposaven a l'exterior portaven pancartes on es podien llegir lemes com “Eternal life to Cardinal O’Connor” (Vida eterna al cardenal O’Connor), “Know your scumbags” (Assabenta’t de qui és escòria), “Curb your dogma” (Domina el teu dogma), o “Papal Bull” (Butlla pontificia). Alguns provaren de prorrompre l'església, però la policia els ho va impedir. Coneixent les intencions dels manifestants, la policia havia distribuït alguns dels seus agents, vestits com civils, als bancs de la catedral durant la missa.
A l’inici de la missa, O’Connor, que també sabia que hi havia manifestants entre els assistents, demanà una cerimònia tranquil·la. La intenció era protestar silenciosament durant l'homilia en un acte performàtic en què els participants figuraven la seva mort. En adonar-se que la performance tenia nul impacte en O’Connor, que continuava el seu discurs, Michael Petrelis, un dels manifestants, s’aixecà sobre un banc i cridà “O’Connor, intolerant, ens estàs matant!”. La catedral esdevingué un pandemònium. Una dotzena dels activistes trencaren el seu silenci cridant lemes, fent sonar xiulets, llençant preservatius a l’aire, aixecant les mans amb el puny tancat i encadenant-se als bancs de l'església.
Ann Northrop era dins la catedral i declarà: Vaig ser l’última persona que van arrossegar fora i, com que aleshores la cosa s’havia calmat, vaig dir, i la meva veu ressonava a la catedral, “També lluitem per les vostres vides! També lluitem per les vostres vides!”. O’Connor demanava als devots que ignoressin els manifestants. Fins i tot l'organista seguia tocant per silenciar les veus dels activistes.
Un dels manifestants, Tom Keane, va prendre-li l’hòstia al cardenal, l'esmicolà entre les seves mans i en llençà les molles al terra. Tot seguit s’estirà al terra, davant la línia de fidels que volien rebre la comunió, per evitar-ho, però fou immediatament detingut. La profanació de l’hòstia sagrada comesa per Keane esdevingué notícia de primera plana els dies següents. Anys després, Keane va dir que havia actuat empès per la fugacitat del moment i que, tot i que no repetiria l’acció, no sentia remordiments.

## Reacció i impacte mediàtic
Cent-onze manifestants van ser arrestats, incloent 43 detencions dins l'església. Alguns, que es negaven a abandonar les seves posicions, van ser arrossegats fora l'església en camilles. Només se’ls va acusar amb càrrecs menors, imposant penes de serveis a la comunitat. Als qui refusaren complir les penes de servei a la comunitat els provaren d’enviar a la presó, però finalment aquestes penes no s’imposaren.
La manifestació va ser condemnada en els mitjans de comunicació i per grans personatge polítics. Alguns membres de la comunitat LGBTQ+ consideraven que envair la privacitat de la cerimònia religiosa entrava en conflicte amb els arguments de la pròpia comunitat sobre privacitat en temes de sexe. Ed Koch ho descrivia com un acte irrespectuós, i el governador de Nova York, Mario Cuomo, ho deplorava. La manifestació a la catedral va ser criticada com a “estúpida, equivocada i mostra d’obstinació” per Andy Humm, un dels portaveus de la Coalition for Lesbian and Gay Rights (Coalició pels Drets de les Lesbianes i els Gays en català), mentre que un dels líders d’ACT UP, Peter Staley va designar-la com a “fracàs absolut” i “acte egoista i de creguts”. Durant la preparació, ACT UP ja es dividia entre els qui consideraven que la manifestació no s’havia d’enfocar als devots que assitien a la missa, i els que consideraven que prevalia la necessitat de captar la seva atenció per sobre la de tenir en compte com els podia ofendre.

## Llegat
O’Connor va atendre als afectats per la sida en un hospici, ajudant a dutxar-los i canviant-los les bacines, i proveint suport a altres voluntaris que cuidaven els malalts.
També va afirmar que mai s’hagués oposat a una protesta pacífica fora l'església, cosa que havia succeït amb anterioritat, però que sí que s’oposava a la interrupció de la missa i la profanació.
La manifestació va esdevenir una de les accions més conegudes d’ACT UP, inspirant-ne d'altres, menors i menys sensacionalistes, a la mateixa catedral els següents anys.
L’any 1992, una altra dona va esmicolar l'hòstia, però roman incert si l’acció formava part d’una manifestació. O’Connor temia, però, que aquesta acció iniciés una moda.
El documental de Robert Hilferty sobre la manifestació, Stop the Church, s’havia d’emetre a la PBS. El film no s’hi va emetre finalment, però sí que es va passar per altres cadenes de televisió d’accés públic als EUA, en ciutats com Los Angeles, Nova York, i San Francisco. El documental empra metratge del propi Hilferty, membre d’ACT UP.
“Els activistes d’ACT UP consideren que la manifestació a la St.Patrick’s Cathedral va canviar la visió d’una gran porció de la població nord americana sobre l’Església Catòlica. Ja no la veien com a intocable i les seves polítiques, sobre els preservatius, l’avortament, el matrimoni homosexual o les dones en els càrrecs eclesiàstics, ja no eren sacrosantes.”
El cineasta Jim Hubbard, membre d’ACT UP i director del documental United in Anger: a History of ACT UP, va dir “No tenia clar què comportaria que entréssim dins l'església. Però ara penso que el xoc d’entrar-hi i confrontar el cardenal va funcionar. Va servir per dirigir l’atenció de la massa cap a ACT UP. Vam aconseguir que els mitjans de comunicació i el govern s’enfrontessin a la crisi.”
La sèrie de televisió Pose integra en la seva narrativa aquest episodi històric quan, en el primer capítol de la segona temporada, els protagonistes participen en la manifestació.